# شعری (روستا)
 شعری  به عربی ( الشَعری  )، روستایی است در دهستان بنو الَمَنبة از توابع استان استان صَنعاء در کشور یمن در شبه جزیره عربستان.

## جمعیت
جمعیت آن (۳۰۰) نفر (۹ خانوار) می‌باشد.